# Podol'sk
Podol'sk (in russo Подольск?; anche traslitterata come Podolsk) è una città industriale nell'Oblast' di Mosca, situata sul fiume Pachra, un tributario della Moscova, 43 km a sud della capitale. Fino al 2015 era il capoluogo amministrativo del distretto omonimo. È una delle città più grandi dell'intera oblast', eccezion fatta naturalmente per la capitale stessa che però è amministrativamente a sé stante.

## Storia
La città si sviluppò dal villaggio di Podol (Подол), fondato nel 1627, il quale nel 1781 si vide concedere dalla zarina Caterina II lo status di città.
Fin da prima della Rivoluzione d'ottobre Podol'sk era soprattutto un centro industriale, specializzato nel comparto meccanico; questo carattere si è poi mantenuto nell'epoca sovietica, quando la città era uno dei poli industriali della zona di Mosca. La base dell'economia cittadina non è sostanzialmente mutata nemmeno al giorno d'oggi, nonostante un certo periodo di crisi susseguente all'instaurarsi di nuovi regimi di mercato che ha portato a un vistoso calo di popolazione (209 200 abitanti nel 1989).

## Società

### Evoluzione demografica
Fonte: mojgorod.ru
- 1897: 3.800
- 1926: 3.800
- 1939: 72.000
- 1959: 129.000
- 1979: 201.800
- 1989: 209.200
- 2002: 180.963
- 2007: 179.400
- 2013: 197.478